# Всероссийский научно-исследовательский институт «Экология»
Всероссийский научно-исследовательский институт «Экология» (ФГБУ «ВНИИ Экология») — старейший институт, занимающийся природоохранными вопросами, разработкой мер по сохранению биоразнообразия и заповедной деятельности, формированием «Красной книги», информационно-аналитическим обеспечением Минприроды России в области реализации государственной природоохранной политики, международным сотрудничеством. Находится на юге Москвы в Усадьбе Знаменское-Садки. Входит в Министерство природных ресурсов и экологии Российской Федерации.

## Основные направления деятельности
- «Красная книга»
- Центр сохранения биоразнообразия
- Центр заповедного дела
- Центр экологической экспертизы
- Отдел международного сотрудничества
- Научный орган СИТЕС
- Лаборатория исследования арктических экосистем
- Лаборатория генетических исследований
- Питомник «Русский соколиный центр»

С 2024 года ученый совет объединенных ВНИИ «Экология» и УралНИИ «Экология» координирует научные исследования по всем ключевым направлениям деятельности Минприроды. В состав координационной структуры входят академики РАН, известные российские ученые, ведущие специалисты в области охраны водных ресурсов, сохранения лесов и биоразнообразия, заповедного дела, обращения с отходами и рационального природопользования.

## История

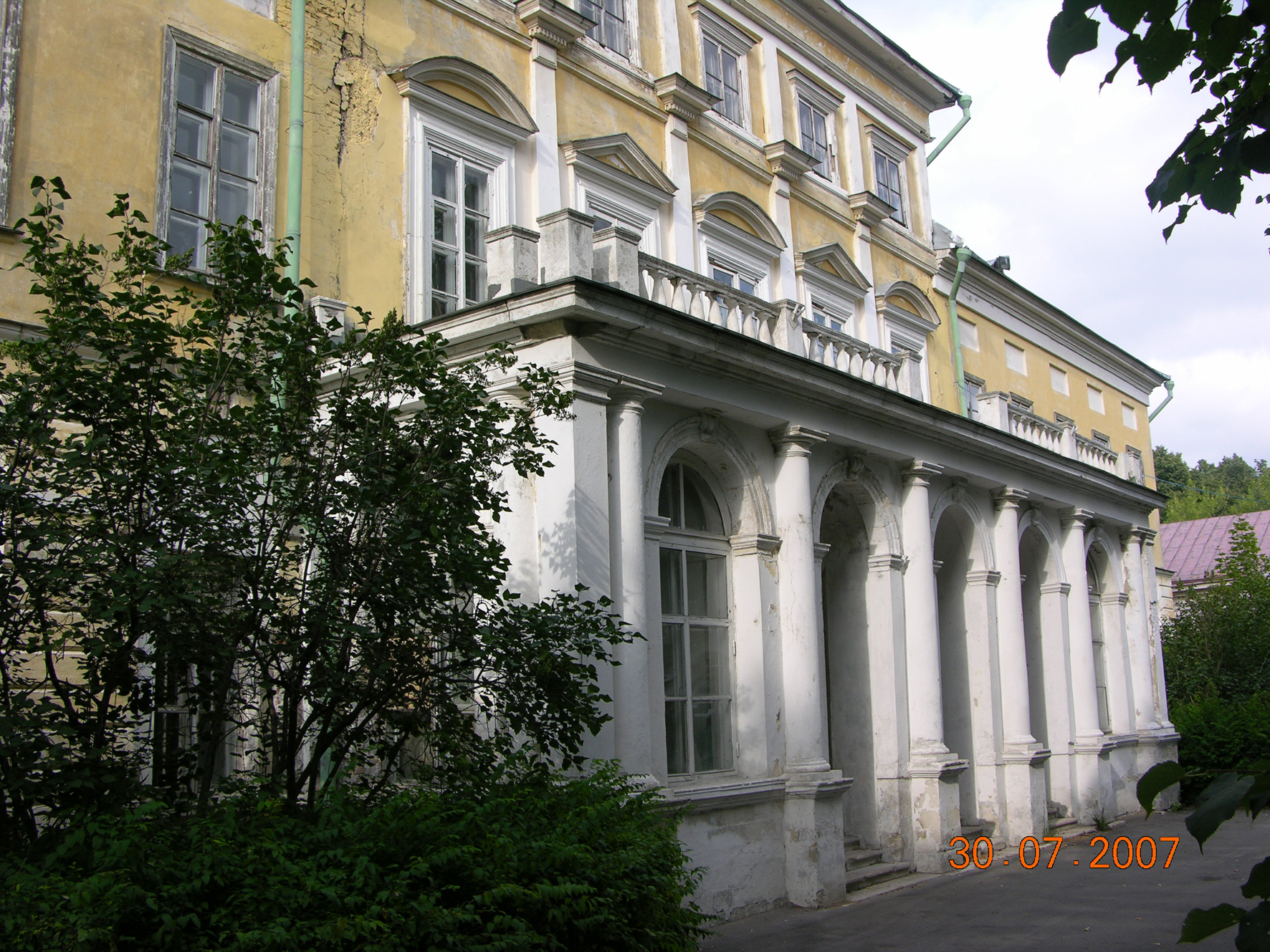
Бывшее здание Центральной лаборатории по охране природы (ЦЛОП) в усадьбе "Знаменское-Садки".

За свою историю институт менял названия:
- 1952 — Комиссия по заповедникам при Президиуме АН СССР.
- 1955 — Комиссия по охране природы при Президиуме АН СССР.
- 1962 — Центральная лаборатория по охране природы (ЦЛОП) при МСХ СССР.
- 1972 — Центральная научно-исследовательская лаборатория охраны природы (ЦЛОП). Переезд ЦЛОП в усадьбу «Знаменское-Садки» (за МКАД на юге Москвы)[3].
- 1979 — Всесоюзный научно-исследовательский институт охраны природы и заповедного дела (ВНИИприрода) при МСХ СССР[4].
- 1990 — Переименование Института из «Всесоюзного» во «Всероссийский», сокращённое название ВНИИприрода было сохранено[5]. В 1994 году институт изменил основные направления деятельности[6].
- 2016 — Всероссийский научно-исследовательский институт охраны окружающей среды (ФГБУ «ВНИИ Экология»).

### Руководство
По году назначения:
- 1962 — Шапошников, Лев Константинович
- 1976 — Сыроечковский, Евгений Евгеньевич
- 1979 — Гавва, Иван Антонович
- 1983 — Язан, Юрий Порфирьевич
- 1989 — Красилов, Валентин Абрамович
- 1993 — Снакин, Валерий Викторович и. о.
- 1994 — Пешков, Андрей Сергеевич
- 2003 — Данченко,Андрей Владимирович
- 2005 — Крепец, Геннадий Иванович
- 2005 — Тихомиров, Валерий Викторович
- 2008 — Замураев, Александр Леонидович
- 2009 — Субботин, Андрей Евгеньевич
- 2014 — Недре, Андрей Юрьевич
- 2016 — Фокин, Сергей Геннадьевич[7]
- 2020 — Стариков, Иван Валентинович
- 2021 — Путятин, Даниил Петрович
- 2024 — Закондырин, Александр Евгеньевич

## Известные сотрудники
Актуальный состав Ученого совета Института. В разные годы во «ВНИИ «Экология» работали ученые:
- Банников, Андрей Григорьевич
- Божанский, Анатолий Тимофеевич[9]
- Второв, Пётр Петрович
- Головкин, Александр Николаевич
- Еськов, Кирилл Юрьевич
- Жирнов, Лир Васильевич
- Кищинский, Александр Александрович
- Красилов, Валентин Абрамович
- Куваев, Владимир Борисович
- Рудков, Аркадий Степанович (Малашенко)
- Макеев, Виктор Михайлович
- Мацкевич, Наталия Викторовна
- Никифоров, Лев Петрович
- Пузаченко, Андрей Юрьевич
- Рашек, Вячеслав Людвигович
- Сыроечковский, Евгений Евгеньевич
- Тюрюканов, Анатолий Никифорович
- Успенский, Савва Михайлович
- Флинт, Владимир Евгеньевич
- Хахин, Геннадий Викторович
- Шапошников, Лев Константинович
- Щадилов, Юрий Михайлович
- Язан, Юрий Парфирьевич
- и другие

## Международное сотрудничество
Отдел международного сотрудничества был создан на базе ФГБУ «ВНИИ Экология» в 2015 г. с целью реализации Федерального закона РФ № 219-ФЗ «О внесении изменений в Федеральный закон “Об охране окружающей среды” и отдельные законодательные акты Российской Федерации», направленного на реформирование системы управления охраной окружающей среды и формирование экологически ориентированной экономики, включая переход на практику экологического нормирования на основе показателей наилучших доступных технологий.
Основные направления деятельности в сфере международного сотрудничества:
- Участие в реализации Конвенций по сохранению биоразнообразия (белый медведь, стерх, дрофа), СИТЕС, Базельской конвенции, Минаматской конвенции, Боннской конвенции/Конвенции о мигрирующих видах, Лондонской конвенции и Монреальского протокола в рамках Госзаданий Минприроды России.
- Участие в Экологической сети по оптимизации соблюдения нормативных требований в отношении незаконного оборота отходов (ЭНФОРС).
- Участие в работе Арктического Совета (с 2010 г.) в качестве экспертов и ответственных исполнителей / исполнителей ряда международных арктических проектов.
- Экспертно-аналитическое сопровождение деятельности Межправительственной платформы по биоразнообразию и экосистемным услугам Программы ООН по окружающей среде (МПБЭУ ЮНЕП) (с 2015 г.) в рамках Госзадания.
- Экспертно-аналитическое сопровождение деятельности Рабочей группы ЮНЕП открытого состава (РГОС) по научно-политической дискуссии для дальнейшего содействия рациональному обращению с химическими веществами и отходами и предотвращению загрязнения (с 2022 г.).
- Экспертно-аналитическое сопровождение Межправительственного комитета по ведению переговоров для разработки международного договора о борьбе с загрязнением пластмассами, в том числе в морской среде с 2022 г. (МПК) в рамках Госзадания Минприроды России.